# 新宿オデヲン座
新宿オデヲン座（しんじゅくオデオンざ）は、かつて存在した日本の映画館である。1951年（昭和26年）11月、東京都新宿区歌舞伎町、現在の「第二東亜会館」の場所に開館、1955年（昭和30年）12月に「グランドビル」の新築・落成とともに同ビルにグランドオデヲン座（グランドオデオンざ）、ニューオデオン座（ニューオデオンざ）が新規開館、のちに新宿オデヲン座は同ビル地下に移転した。2009年（平成21年）11月30日、全面閉館、土地・建物はのちに売却された。
本項では第一東亜会館（だいいちとうあかいかん、かつてのグランドビル）、および同会館に存在したすべての映画館についても詳述する。

## 沿革

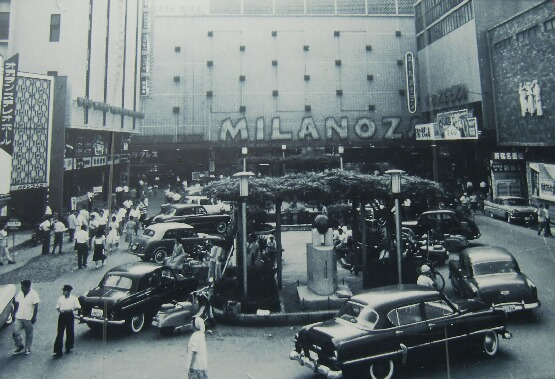
右手奥の建物が「グランドビル」で「グランドオデヲン座」の看板が見える。正面奥は新宿ミラノ座、左手が地球会館、右手前が新宿劇場。1959年5月の写真。

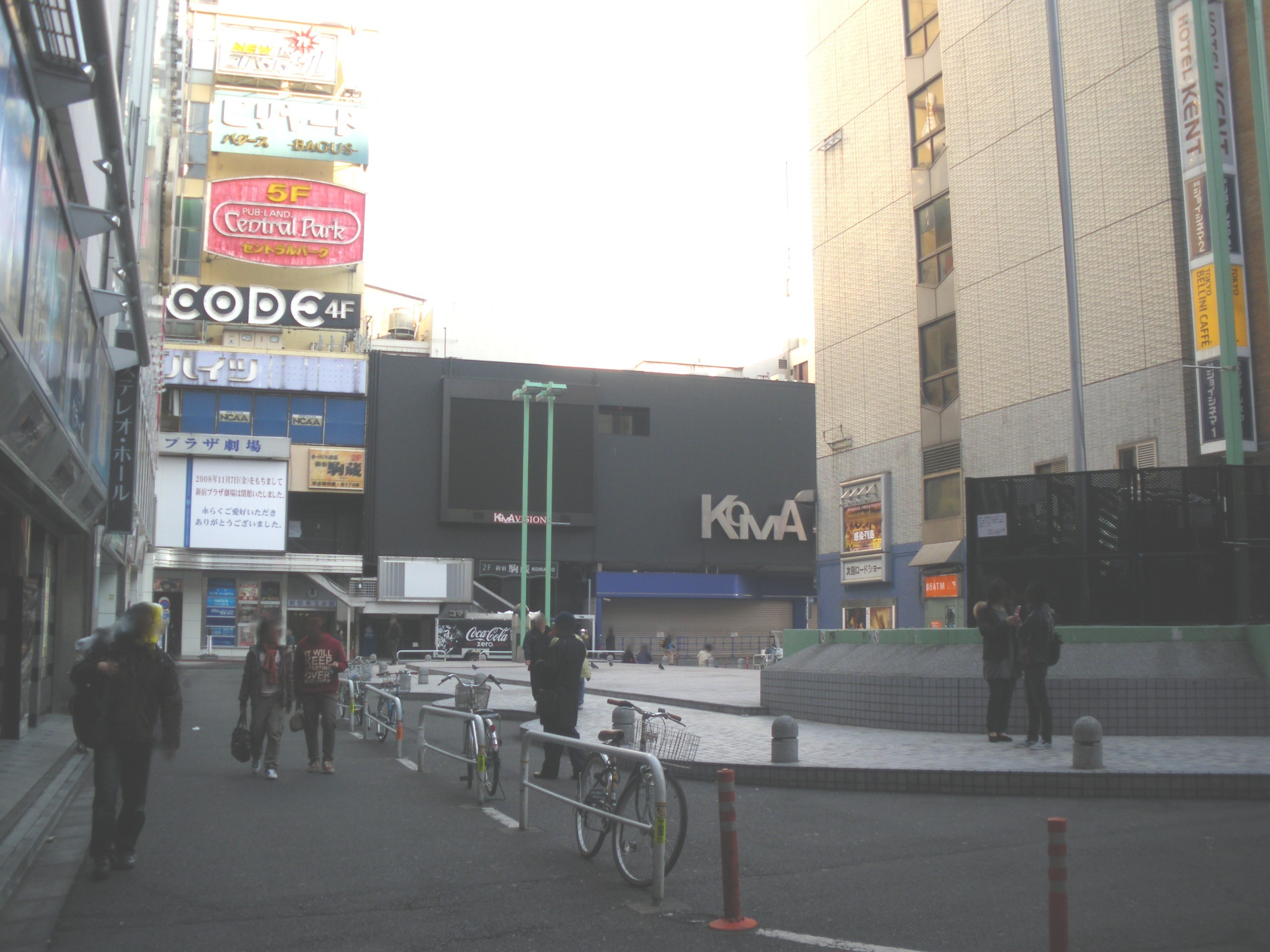
左手前の建物が「第一東亜会館」で新宿オデヲン座等の看板が1階正面に並ぶのが見える。正面奥はかつて存在した新宿コマ劇場、同右は第二東亜会館。2009年の写真。

- 1951年11月 - 歌舞伎町に新宿オデヲン座を開館[2]
- 1955年12月 - 「グランドビル」新築・落成、グランドオデヲン座およびニューオデオン座を開館[1][2]
- 1959年4月 - 新宿オデヲン座を「グランドビル」地下に移転[1]
- 1975年12月 - 「グランドビル」を「第一東亜会館」として新装開場、新宿アカデミー劇場を開館[2]
- 1982年12月 - 「第一東亜会館」内に新宿オスカー劇場を新装開館[2]
- 2009年3月 - 隣接する「第二東亜会館」内の新宿トーアを閉館
  - 同年9月23日 - 新宿オスカー劇場を閉館
  - 同年11月30日 - 「第一東亜会館」を全面閉館、グランドオデヲン座・新宿アカデミー劇場・新宿オデヲン座を閉館
- 2012年9月 - アパグループに「第一東亜会館」跡地を売却
- 2015年9月30日 - 跡地に「アパホテル新宿歌舞伎町タワー」開業[3]

## データ
- 開館時所在地 : 東京都新宿区歌舞伎町879番地[1]
  - 現在の東京都新宿区歌舞伎町1丁目21番1号 （跡地に第二東亜会館）

北緯35度41分43.19秒 東経139度42分5.01秒 / 北緯35.6953306度 東経139.7013917度
- 観客定員数 : 840名（1959年[1]）

- 移転後所在地 : 東京都新宿区歌舞伎町511番地[1]
  - 現在の東京都新宿区歌舞伎町1丁目20番2号[4] （のちの第一東亜会館、現況は「アパホテル新宿歌舞伎町タワー」[3]）

北緯35度41分44.73秒 東経139度42分4.17秒 / 北緯35.6957583度 東経139.7011583度
- 観客定員数 : 
  - 新宿オデヲン座（地下1階） : 360名（2001年[4]）
    - ニューオデオン座（地下1階） : 500名（1959年[1]）

  - グランドオデヲン座（1階） : 1,200名（1959年[1]） / 406名（2001年[4]）
  - 新宿アカデミー劇場（2階） : 420名（2001年[4]）
  - 新宿オスカー劇場（5階） : 325名（2001年[4]）

## 概要

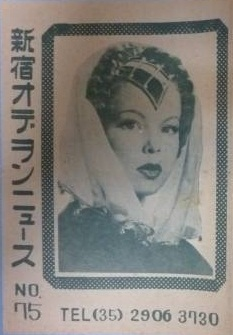
1953年（昭和33年）4月に発行された『新宿オデヲンニュース』75号の表紙。

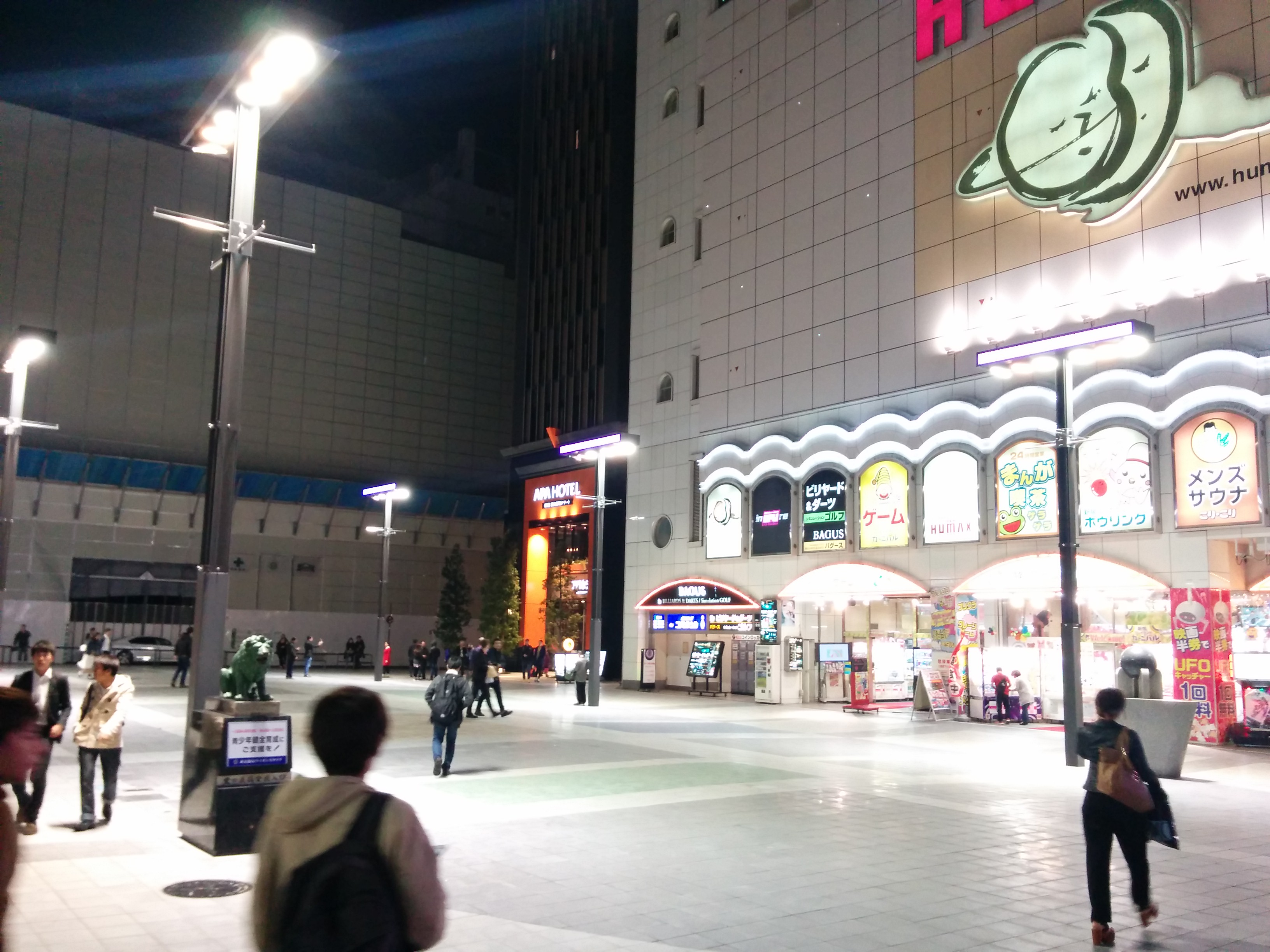
跡地に建てられたアパホテル新宿歌舞伎町タワー。写真左は解体中の新宿TOKYU MILANO。右はヒューマックスパビリオン新宿歌舞伎町。2016年3月の写真。

第二次世界大戦後、かつて東京府立第五高等女学校（移転して現在の東京都立富士高等学校）のあった地区、東京都新宿区歌舞伎町を開発することになり、林以文（のちのヒューマックス創業者）が、1947年（昭和22年）12月、歌舞伎町753番地に新宿地球座を新築・開館、同地区進出第1号となったが、第2号として、1949年（昭和24年）8月に阿佐谷オデヲン座を開業していた高橋康友の東亜興行が、1951年（昭和26年）11月、歌舞伎町879番地に開業したのが、最初の新宿オデヲン座であった。新宿オデヲン座が開業した場所は、新宿地球座（のちの地球会館）の並びであり、現在の「第二東亜会館」の位置にあたる。同年、歌舞伎町には隣接して東京急行電鉄が東京スケートリンクが開場、2年後の1953年（昭和28年）1月2日には、歌舞伎町879番地に林以文が新宿劇場を新築・開館したが、まだ新宿コマ劇場の位置は野原であった。

1955年（昭和30年）12月、東亜興行は、最初の新宿オデヲン座からみて広場を挟んで斜め向かい、新宿劇場の並びにあたる歌舞伎町511番地に「グランドビル」を新築・落成、1,200名の収容人員を誇るグランドオデヲン座（1階）、および500名規模のニューオデオン座（地下1階）を開館した。同ビルには映画館のほか、5階に「キャバレーオデヲン」があり、レジャービルの草分けとなる。1959年（昭和34年）4月、新宿オデヲン座を開業地から「グランドビル」地下に移転、「グランドビル」の映画館はグランドオデヲン座、新宿オデヲン座の2館になった。新宿オデヲン座移転後の跡地では、このときダンスホール「新宿ステレオホール」、パチンコパーラー「オデヲンゲームセンター」も開業、その後、1969年（昭和44年）4月には「第二東亜会館」として生まれ変わり、同館内に映画館として歌舞伎町東映劇場（のちの新宿トーア）、新宿ゲームセンター、新宿トーアボウルを新たに開業している。
1975年（昭和50年）12月、「グランドビル」を「第一東亜会館」として新装開場、2階に新宿アカデミー劇場を開館、1階のグランドオデヲン座の規模を縮小した。1982年（昭和57年）12月、「第一東亜会館」5階に新宿オスカー劇場を新装開館した。長野県上田市に本社を置く酒造メーカー「和田龍酒造」の社長を務める和田澄夫は、大学在学中の1984年（昭和59年）7月14日に公開した『愛情物語』（監督角川春樹）と『メイン・テーマ』（監督森田芳光）の2本立てをグランドオデヲン座で観たという。1990年（平成2年）1月3日、東亜興行の創業者・会長の高橋康友が死去した。
2009年（平成21年）3月、新宿オデヲン座等がある「第一東亜会館」に隣接する、「第二東亜会館」内の映画館・新宿トーア（かつての歌舞伎町東映劇場）を閉館、同年9月23日には「第一東亜会館」5階の新宿オスカー劇場を閉館した。同年11月30日には、「第一東亜会館」を全面閉館、したがって、同日をもって、グランドオデヲン座、新宿アカデミー劇場、新宿オデヲン座をすべて閉館した。これをもって、東亜興行は歌舞伎町における映画興行から、完全に撤退した。「新宿ステレオホール」はある時点で「第一東亜会館」7階に移転していたが、これも閉館した。撤退の背景には、観客数の減少と築50年を超える「第一東亜会館」の老朽化があり、同年5月31日にはヒューマックスグループが「新宿ジョイシネマ1・2・3」、前年2008年（平成20年）11月8日に新宿コマ劇場（新宿コマ東宝・新宿プラザ劇場）を閉館しており、わずか1年の間に歌舞伎町地区から10館の映画館が消滅した。東亜興行の本社も同ビルに置かれていたが、杉並区上荻1丁目の荻窪東亜会館を経て、2016年（平成28年）現在は吉祥寺オデヲン内に社長室・総務部が置かれている。
「第一東亜会館」跡地については、以降は閉鎖され、2012年（平成24年）9月28日には、アパグループが同地を取得したことを発表、2015年（平成27年）9月30日、同地に「アパホテル新宿歌舞伎町タワー」がグランドオープンした。

## 第一東亜会館
ビル名は「グランドビル」に始まり「トーアファースト」とも呼んだ。2009年11月30日閉館・閉鎖、2012年解体・売却。
| フロア  | 1959年             | 2009年             | 備考                                         |
| ------- | ------------------ | ------------------ | -------------------------------------------- |
| 7階     | ホールオデヲン     | 新宿ステレオホール | 「新宿ステレオホール」第二会館の位置から移転 |
| 6階     | -                  | -                  |                                              |
| 5階     | キャバレーオデヲン | 新宿オスカー劇場   | 「新宿オスカー劇場」1982年12月開館           |
| 4階     | （事務室）         | （事務室）         |                                              |
| 3階     | -                  | -                  |                                              |
| 2階     | -                  | 新宿アカデミー劇場 | 「新宿アカデミー劇場」1975年12月開館         |
| 1階     | グランドオデヲン座 | グランドオデヲン座 |                                              |
| 地下1階 | 新宿オデヲン座     | 新宿オデヲン座     |                                              |